# Welling United Football Club
El Welling United Football Club es un club de fútbol inglés del barrio de Welling en el Municipio de Bexley en el Gran Londres. Fue fundado en 1963 y juega en la National League South. 

## Historia
Fue fundado en el año 1963 por Sydney Hobbins, exportero del Charlton Athletic F.C. por sus hijos Barrie y Graham. Posteriormente se integrarían a la London Spartan League y más tarde a la Athenian League en 1978 y posteriormente ascenderián a la Southern Football League.

## Estadio

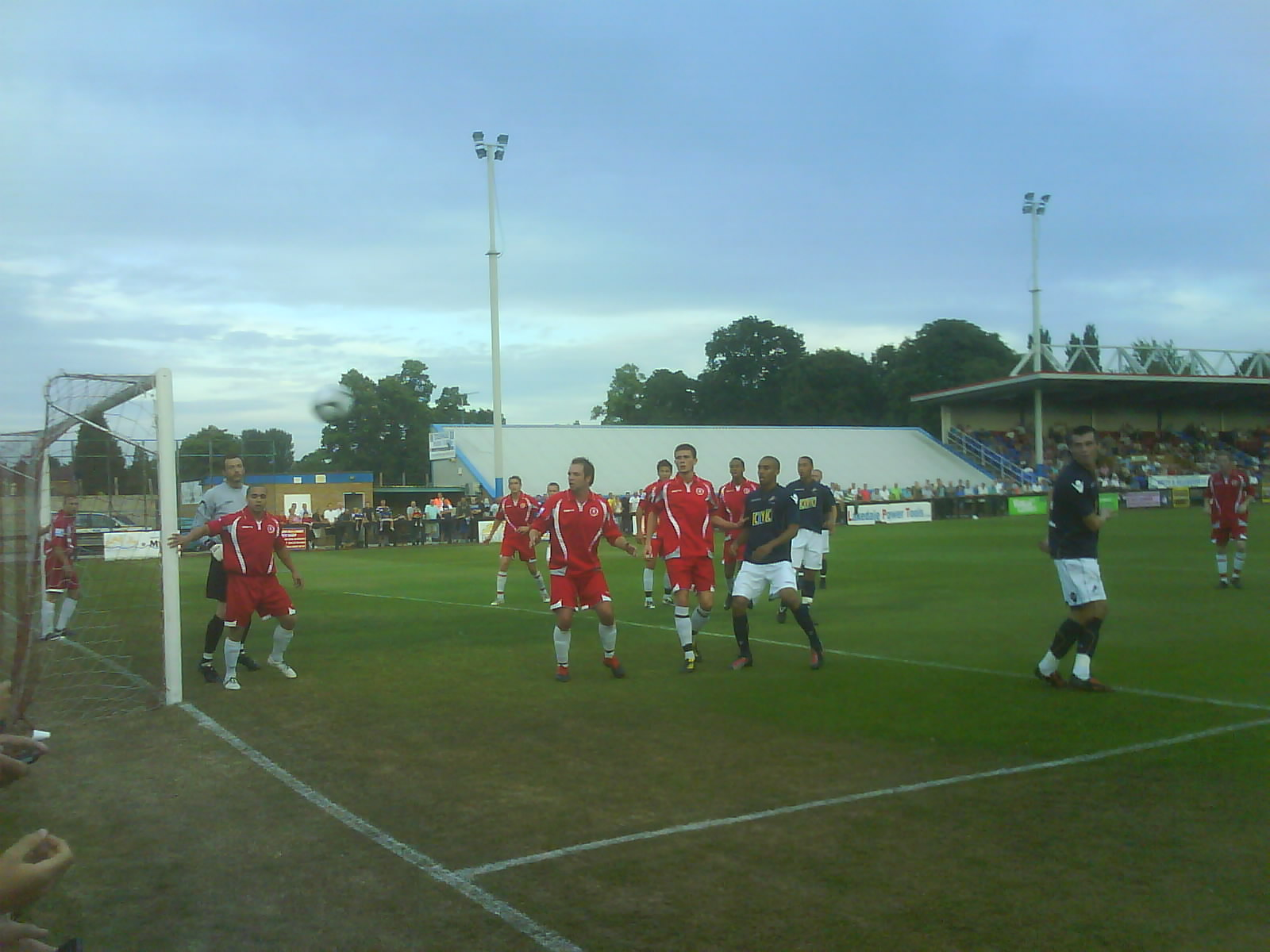
El Welling juega ante el Millwall un amistoso de pretemporada en el Park View Road.

El Welling United Football Club juega sus partidos de local en el Park View Road desde 1977, el cual había sido sede del desaparecido Bexley United (llamado históricamente Bexleyheath & Welling). Comparten la sede con el Erith & Belvedere desde 1999.

## Gerencia
Gerente General: Paul Websdale

Presidente: Eric Brackstone

Vice-Presidentes: Peter Horton, Fergus O’Donovan, Alan Robinson, Steve Holley, Gary Hunt

Secretario: Barrie Hobbins

Director de la Academia: Keith Levett

Oficial Comunitario: Jim Dean

 Gerente Comercial: Paul White

## Jugadores

### Jugadores destacados
| - Steve Finnan - Andy Townsend - Danny Dichio - Paul Barron | - Terry Skiverton - Tony Agana - Danny Chapman - Carl Jenkinson |

## Palmarés

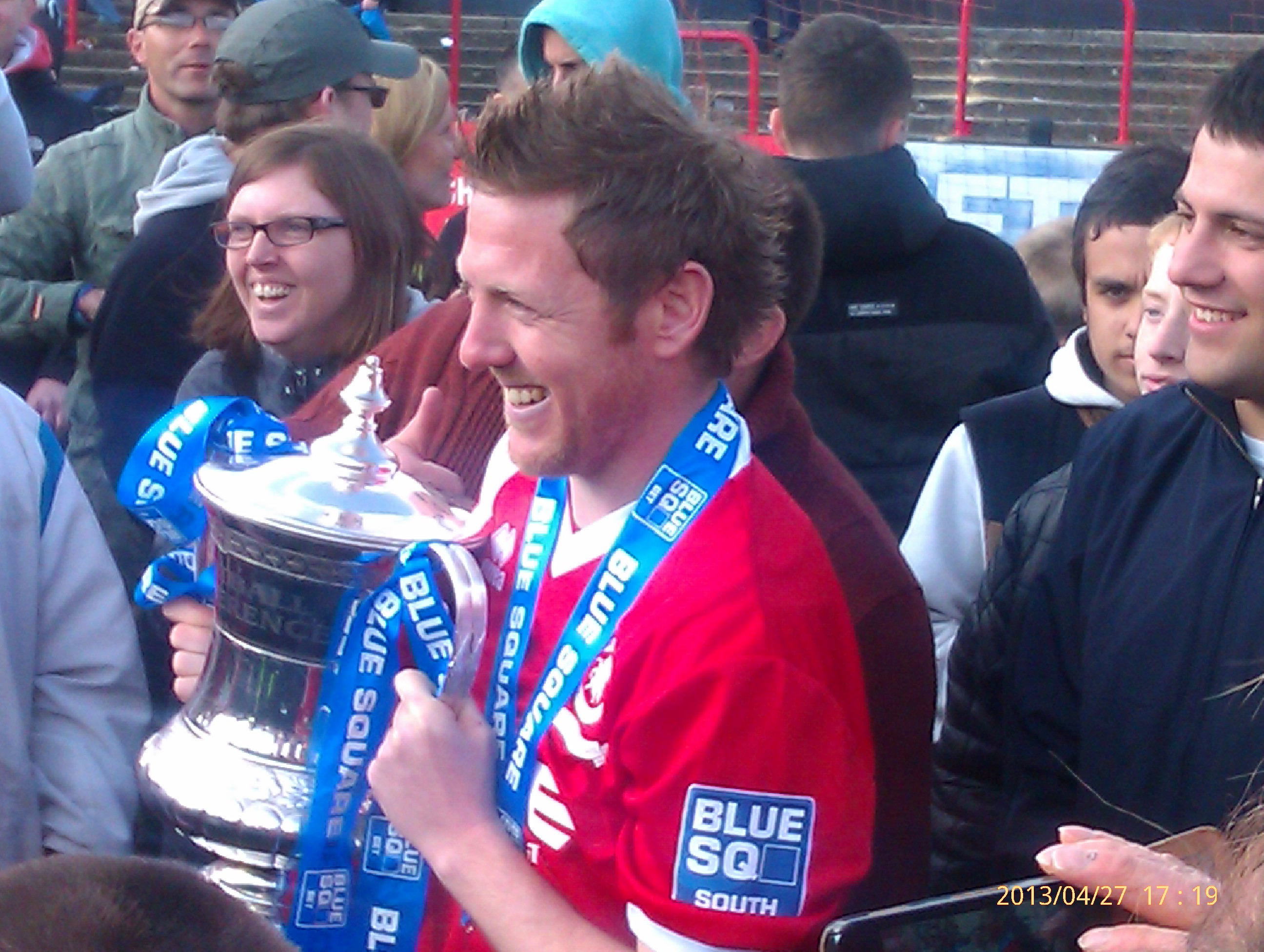
El entrenador Jamie Day con el trofeo de campeón de la Conference South de 2013

- National League South: 1

2012/2013
- Southern Football League: 1

1985/86
- Kent Senior Cup: 3

1985/86, 1998/99, 2008/09
- London Senior Cup: 2

1989/90, 2018/19
- London Challenge Cup: 1[1]

1991/92